# Хворостухин, Алексей Иванович
Алексе́й Ива́нович Хворосту́хин (7 [20] марта 1900, Харьковская губерния — 9 февраля 1985, Москва) — советский государственный и партийный деятель, дипломат.

## Биография
Родился 7 (20) марта 1900 года в селе Григорьевка Харьковской губернии.
Служил в РККА, участвовал в Гражданской войне.
С 1924 года — член РКП(б). В 1925—1929 годах был на партийной работе в Иваново-Вознесенской губернии. Окончил Ленинградский институт инженеров железнодорожного транспорта (1935). 
С 1935 года — на хозяйственной и партийной работе в Бурят-Монгольской АССР.
- В 1941—1942 годах — секретарь Бурят-Монгольского обкома ВКП(б),
- В 1942—1944 годах — ответственный организатор Управления кадров ЦК ВКП(б),
- В 1944—1949 годах — второй секретарь Иркутского областного комитета ВКП(б),
- В 1949—1955 годах. — первый секретарь Иркутского областного ВКП(б) (с 1952 — КПСС),
- В 1955—1960 годах — первый секретарь Тульского областного комитета КПСС.

А. И. Хворостухина сняли в сентябре 1960-го. Он стал одной из жертв аферы по перевыполнению плана, известной как «Рязанское чудо». Хрущев после поездки по Штатам объявил лозунг догнать и перегнать Америку по производству мяса, масла и молока на душу населения. Рязанская область в 1959 году взяла на себя повышенные обязательства по заготовке и продаже мяса государству, превышающие план в три раза. Под эти явно неразумные цифры был истреблен практически весь скот в области, да еще недостающее мясо закупалось в соседних регионах. Когда обман раскрылся, первый секретарь обкома КПСС А. Ларионов покончил жизнь самоубийством. А. И. Хворостухин вынужден был рапортовать о двойном превышении плана, и отделался почётной ссылкой Чрезвычайным и Полномочным послом СССР в Монголию .
- В 1960—1962 годах — чрезвычайный и полномочный посол СССР в Монголии,
- В 1962—1970 годах — сотрудник аппарата Госплана СССР, СНХ СССР и Госснаба СССР.

Депутат Верховного Совета СССР 3—5 созывов. Член ЦК КПСС (1952—1961), делегат XIX (1952) и XX (1956) съездов КПСС.
Умер в Москве 9 февраля 1985 года. Похоронен на Кунцевском кладбище.

## Дипломатический ранг
Чрезвычайный и полномочный посол (1960).

## Награды
- Орден Ленина (1957; 27 декабря 1957; 1960).
- Орден «Знак Почёта» (23 ноября 1939; 20 апреля 1944).
- Медали

## Память
- Именем Хворостухина названа одна из улиц в Пролетарском районе Тулы.